# Epigmenio de la Piedra
Epigmenio de la Piedra Aureoles (1792-1873) fue un presbítero y político mexicano. Nació en Yautepec Morelos, el 14 de marzo de 1792. Epigmenio fue hijo de Lorenzo de la Piedra y Guadalupe Aureoles. Realizó sus estudios sacerdotales en la Ciudad de México, donde el arzobispo Pedro de Fonte lo ordenó en 1817. Habló con fluidez cinco idiomas: el español, que era el materno; el náhuatl, el latín, el francés y el italiano.

## Participación en la consumación de la Independencia
Tras servir varios años en diferentes parroquias se mudó a Tepecuacuilco donde su tío, el párroco Ignacio de la Piedra, lo presentó al general Agustín de Iturbide como un mensajero capaz de hacer una misión especial: entregar al Virrey Juan Ruiz de Apodaca una copia del plan de Iguala y otros documentos que llevó junto con don Antonio Mier.
Cumplida su misión, antes de salir de la Ciudad de México fue detenido y apresado en el convento de San Fernando, de donde escapó vestido de mujer. Con ayuda de Juan Landgrave se regresó con Iturbide, se dio de alta en el Ejército Trigarante, con el que entró a la Ciudad de México el 27 de septiembre de 1821. 

## Constitucionalista
Tras la caída del imperio de Iturbide, fue miembro del primer Congreso Constitucional de la Federación Mexicana y firmó por el estado de México la Constitución de 1824. Además, participó en el primer y segundo congresos constituyentes de su estado y en su cuarta Legislatura. Era el representante de Cuernavaca, por ser el cura de Yautepec.

## Plan de Chicontla
En 1829 terminó su función como diputado y regresó a su curato, ahora en la parroquia de Jantetelco, en el actual estado de Morelos. El país sufría una gran inestabilidad. Las luchas en torno a los bienes de la Iglesia y las relaciones entre el gobierno y el clero, eran dos de los temas que estaban en el centro de las 1379 proclamas y pronunciamientos que se dieron entre 1821 y 1876. El año con más pronunciamientos fue 1834, con 260. El padre de la Piedra Aureoles contribuyó con el suyo, el 2 de febrero de 1834: el Plan de Chicontla, también conocido como  Plan de la Monarquía Indígena. Lo redactó junto con el sacerdote Carlos Tepisteco Abad.
El plan no tuvo seguidores, ni apoyo. Sus autores fueron relativamente perseguidos por su rebeldía. Es de suponerse que después regresó a sus labores religiosas, porque se ignora qué hizo los siguientes 16 años.

## En Tenancingo
En 1850 el padre de la Piedra se hizo cargo del curato de Tenancingo. Ahí se dedicó a construir el primer monumento dedicado al cura Hidalgo, el cual terminó en 1857. Aún existe.
En 1860, durante la guerra de Reforma, Tenancingo fue saqueado e incendiado por rebeldes indígenas. Al año siguiente, por problemas con el general liberal Tomás O’ Horán y Escudero, estuvo a punto de ser fusilado. Lo salvó la intervención del militar liberal Felipe Berriozábal. Durante la Intervención francesa, el mariscal François Achille Bazaine, molesto por su gran influencia en la población, lo obligó a salir de Tenancingo. En 1869, lo ayudó para ser prebendado en la catedral metropolitana de México, En 1871, después de un largo exilio, el arzobispo Pelagio Antonio de Labastida y Dávalos regresó al país. En 1873 nombró al padre de la Piedra Canónigo de la Catedral de México, cargo que desempeñó un mes, pues murió , el 13 de junio de 1873. Sus restos fueron trasladados y sepultados en Tenancingo. 

## Texto del Plan de Chicontla, o Plan de la Monarquía Indígena
Plan para conseguir la pacificación, tranquilidad estable de la nación mexicana, y asegurar una sólida unión, libertad justa, e igualdad de derechos entre sus hijos
Art. 1. La nación mexicana adopta para su gobierno, el monárquico moderado, por una constitución que se formará al efecto.
Art. 3. El número de diputados al congreso constituyente, será correspondiente a uno por cada cien mil almas de población, y en igual número de indios que de las otras clases.
Art. 4. El congreso constituyente se ocupará exclusivamente de la formación de la constitución de la monarquía, que deberá estar concluida a los seis meses de su instalación, y de la elección del emperador y creación del consejo de estado, que deberán hacerse dentro del mismo término.
Art. 5. El congreso constituyente elegirá doce jóvenes célibes, nacidos y actualmente existentes en el territorio mexicano, de los que acrediten competentemente ser más inmediatos descendientes del emperador Moctezuma; de entre ellos se sacará por suerte el que la Divina Providencia destine para emperador.
Art. 7. El emperador, dentro de seis meses después de su elección, deberá estar casado, si fuere indio, con una blanca, y si fuere blanco con una pura india.
Art. 39. Por ahora hacer de primer jefe el que suscribe este plan; mas luego que sea adoptado de buena fe por algún general acreditado del ejército, él será reconocido como primer jefe, interino se practica, llegado el caso, lo prevenido en el artículo dieciséis.